# Der Weißmeer-Ostsee-Kanal (Publikation)

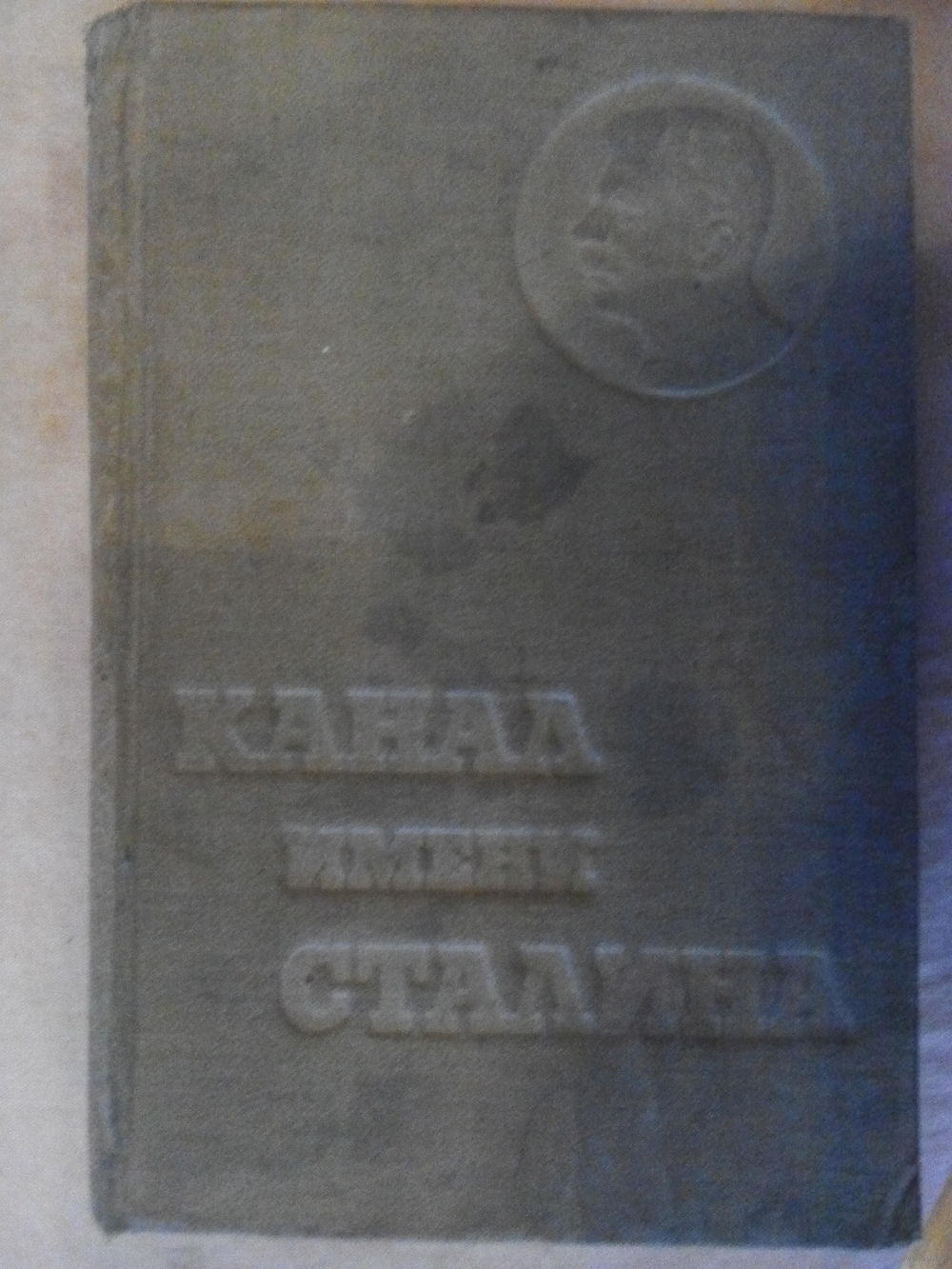
„Stalin-Kanal“, Канал имени Сталина (1. Ausgabe 1934) – Einbandvignette mit dem Porträt Stalins

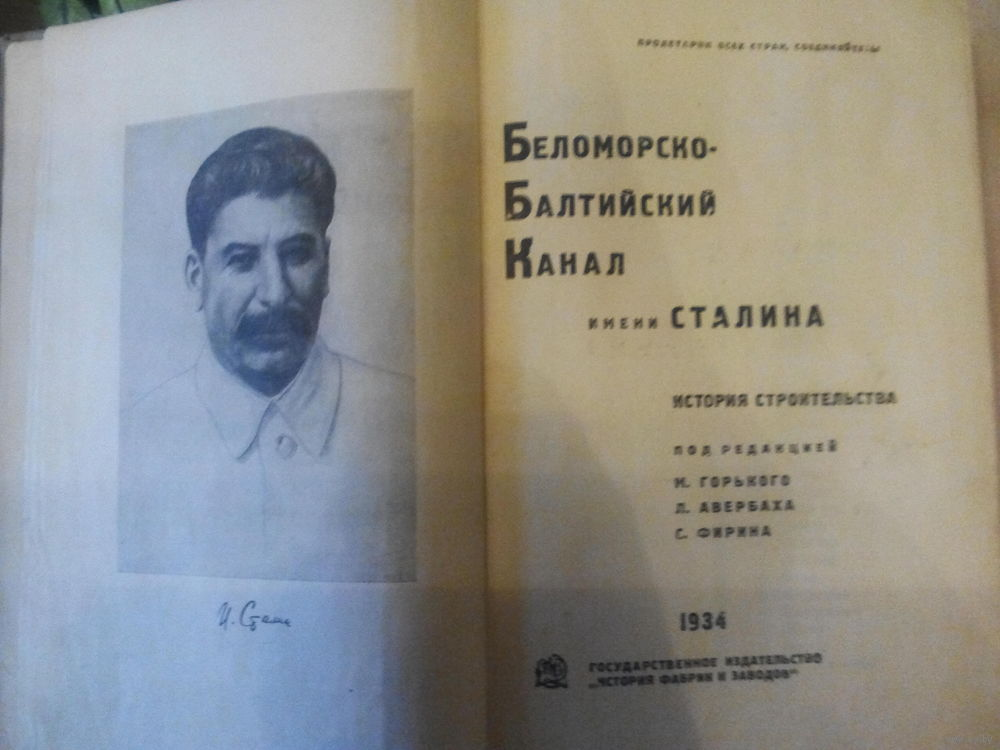
Der Weißmeer-Ostsee-Kanal „Stalin“, Беломорско-Балтийский канал имени Сталина – Titelseite der Erstausgabe (1934)

Der Weißmeer-Ostsee-Kanal „Stalin“ ist ein literarisches Werk der Sowjetzeit aus dem Jahr 1934, in dem der Bau des Weißmeer-Ostsee-Kanals (russisch Беломорско-Балтийский канал Belomorsko-Baltijski kanal, auch Belomorkanal genannt) und die Arbeit der Kanalbauer geschönt beschrieben werden. Das seinerzeit massenhaft verbreitete Propaganda-Werk ist eine kollektive, dem „Stalin-Kanal“ gewidmete Monographie von 36 sowjetischen Schriftstellern, herausgegeben unter der Redaktion von Maxim Gorki, Leopold Awerbach und Semjon Firin. Das Werk fiel ein paar Jahre später in der Zeit des Großen Terrors der Zensur zum Opfer.

## Das Werk
Eine Gruppe führender sowjetischer Schriftsteller, darunter Maxim Gorki, Wsewolod Iwanow, Walentin Katajew, Alexei Tolstoi, Wiktor Schklowski und Michail Soschtschenko, war an der Ausarbeitung des Werkes beteiligt.
Der Kanal wurde von November 1931 bis Juli 1933 in 20 Monaten erbaut und verbindet das Weiße Meer mit dem Baltischen Meer (Ostsee). Der Kanalbau war ein Großprojekt, das durch den massenhaften Einsatz von Zwangsarbeit umgesetzt wurde.
Die neuartige Verbindung solcher Großbaustellen mit dem Lagersystem gilt als „Wendepunkt der Lagerpolitik“. Bei dem Projekt starben aufgrund schlechter Arbeitsbedingungen viele tausende Häftlinge.
Viele der Gefangenen stammten aus dem Sonderlager Solowezki im Weißen Meer. Durch „Erziehung“ und „Besserungsarbeit“ sollten aus den Gefangenen neue sozialistische Menschen werden.
Trotz der triumphalen Propaganda scheint das Experiment das Sowjetregime nicht voll befriedigt zu haben: Die Notwendigkeit von Reparatur- und Verbreiterungsarbeiten war bereits bei der Eröffnung des Kanals offensichtlich, und es war für Eingeweihte kein Geheimnis, dass das Kanalbett zu flach und für Kriegsschiffe ungeeignet war.

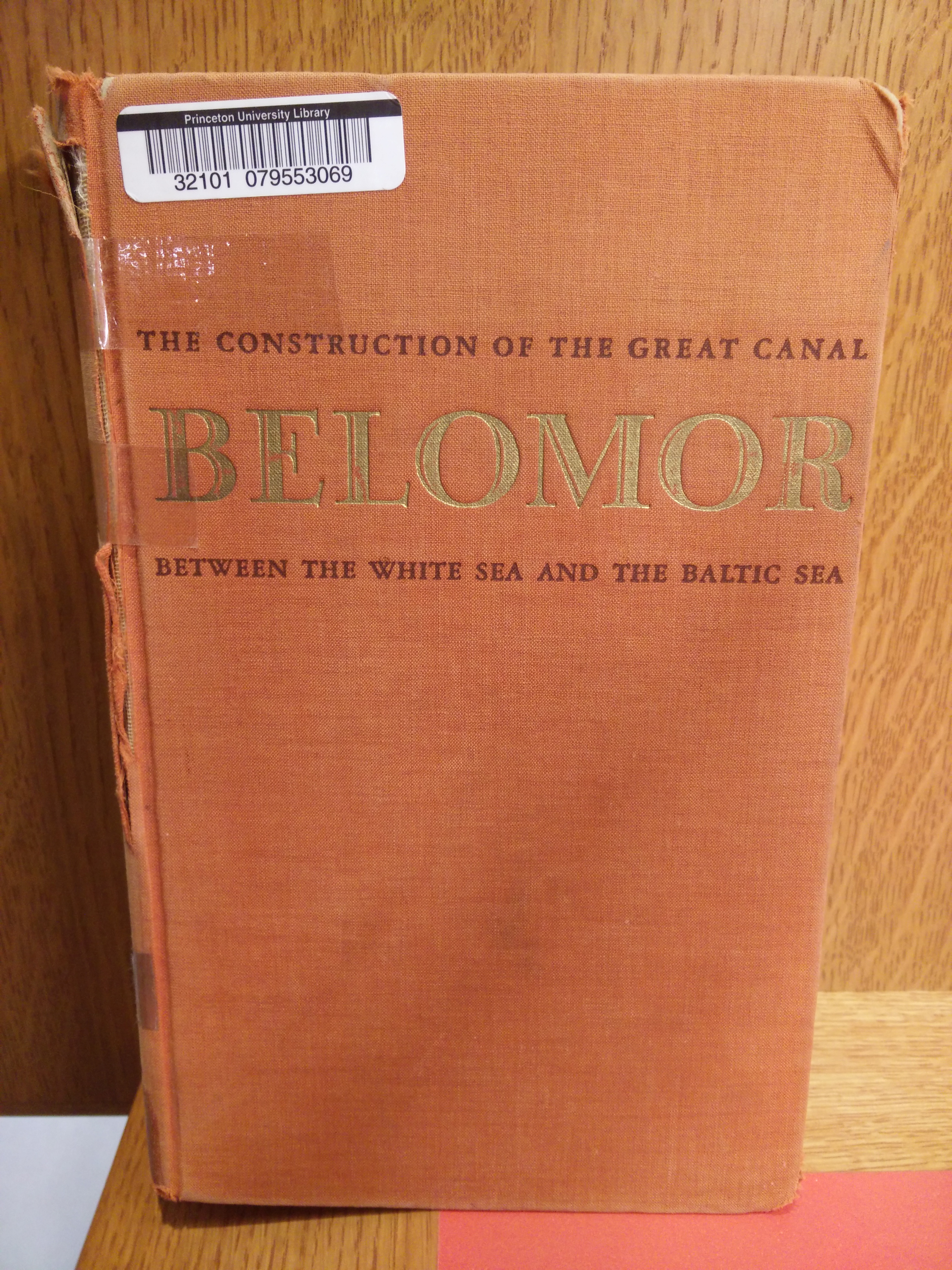
Amerikanische Ausgabe des Buches

Das Buch wurde ins Englische übersetzt und 1935 in Großbritannien und den Vereinigten Staaten veröffentlicht. Bereits im Jahr 1937 wurde die Publikation des Buches in der Sowjetunion gestoppt und verboten; es wurden fast alle Exemplare aus dem Verkehr gezogen. Einige der Autoren und Herausgeber waren selbst liquidiert worden (z. B. Firin, Awerbach), ebenso wie der für den Kanalbau verantwortliche NKWD-Leiter Genrich Jagoda.
Der sowjetische Schriftsteller Alexander Solschenizyn bezeichnete das Buch in seinem Archipel Gulag als „schändlich“ und „den ersten Schritt in der russischen Literatur zur Verherrlichung der Sklavenarbeit“.
In der Sowjetunion grassierte später der Witz:

«Армянское радио спрашивают:

– Кто строил беломоро-балтийский канал?

– Правый берег − те, кто задавал вопросы; левый – те, кто отвечал на них.»

„Frage an Radio Eriwan:

– Wer hat den Weißmeer-Ostsee-Kanal gebaut?

– Das rechte Ufer – diejenigen, die die Fragen gestellt haben; das linke – diejenigen, die sie beantwortet haben.“

## Autorengruppe
Leopold Awerbach, Boris Agapow, Sergei Alymow, Anna Bersin, Sergei Budanzew, S. Bulatow, Jewgeni Gabrilowitsch, Nikolai Garnitsch, Grigori Gausner, Semjon Gecht, Kusma Gorbunow, Maxim Gorki, Sergei Dikowski, N. Dmitrijew, Korneli Selinski, Michail Soschtschenko, Wsewolod Iwanow, Wera Inber, Walentin Katajew, Michail Kosakow, Grigori Korabelnikow, Boris Lapin, Alexander Lebedenko, Dmitri Mirski, Lew Nikulin, Wiktor Perzow, Jakow Rykatschow, Lew Slawin, Alexander Tichonow, Alexei Tolstoi, Konstantin Finn, Sachar Chazrewin, Wiktor Schklowski, Aron Erlich, N. Jurgin, Bruno Jassenski